# Belgisch kampioenschap 10 kilometer (atletiek)
Het Belgisch kampioenschap 10 kilometer is een hardloopwedstrijd over 10 km, waarbij de Belgische titel kan worden behaald. Het kampioenschap wordt sinds 2016 jaarlijks gehouden in een Belgische stad.

## Uitslagen
| Datum           | Plaats  | Belgisch kampioen | Tijd  | Belgisch kampioene  | Tijd  |
| --------------- | ------- | ----------------- | ----- | ------------------- | ----- |
| 6 augustus 2016 | Lokeren | Nick Van Peborgh  | 30.06 | Hanna Vandenbussche | 35.11 |
| 5 augustus 2017 | Lokeren | Koen Naert        | 29.28 | Hanne Verbruggen    | 34.27 |
| 4 augustus 2018 | Lokeren | Nick Van Peborgh  | 30.31 | Nina Lauwaert       | 34.15 |
| 3 augustus 2019 | Lokeren | Koen Naert        | 29.20 | Hanne Verbruggen    | 33.01 |
| 11 oktober 2020 | Lokeren | Isaac Kimeli      | 28.17 | Mieke Gorissen      | 32.49 |
| 10 oktober 2021 | Lokeren | Clément Deflandre | 29.19 | Lisa Rooms          | 33.51 |
| 6 augustus 2022 | Lokeren | Lahsene Bouchikhi | 29.16 | Nina Lauwaert       | 33.52 |
| 5 augustus 2023 | Lokeren | Dorian Boulvin    | 28.51 | Lisa Rooms          | 32.57 |
| 3 augustus 2024 | Lokeren | Simon Debognies   | 28.46 | Roxanne Cleppe      | 33.36 |
| 2 augustus 2025 | Lokeren | Robin Hendrix     | 29.15 | Julie Voet          | 32.59 |